# Cheilolejeunea decursiva
Cheilolejeunea decursiva là một loài Rêu trong họ Lejeuneaceae. Loài này được (Sande Lac.) R.M. Schust. mô tả khoa học đầu tiên năm 1963.